# Poi d'Estanho
El Poi d'Estanho és una muntanya de 2.390 metres que es troba al municipi de Vielha e Mijaran, a la comarca de la Vall d'Aran.